# Район Біржан-сала
Район Біржа́н-са́ла (каз. Біржан сал ауданы, рос. Район Биржан сал) — адміністративна одиниця у складі Акмолинської області Казахстану. Адміністративний центр — місто Степняк.

## Населення
Населення — 13613 осіб (2021; 17930 у 2009, 25599 в 1999, 38094 у 1989).
Національний склад (станом на 2016 рік):
- казахи — 10213 осіб (65,12 %)
- росіяни — 3780 осіб (24,10 %)
- німці — 345 осіб
- українці — 309 осіб
- татари — 302 особи
- білоруси — 275 осіб
- марійці — 113 осіб
- інгуші — 65 осіб
- башкири — 35 осіб
- поляки — 29 осіб
- азербайджанці — 26 осіб
- вірмени — 26 осіб
- удмурти — 24 особи
- молдовани — 6 осіб
- чеченці — 3 особи
- корейці — 3 особи
- мордва — 1 особа
- інші — 128 осіб

## Історія
Енбекшильдерський район був утворений 17 січня 1928 року у складі Кзил-Джарського (пізніше Петропавловського) округу з центром у приіску Степняк. 17 грудня 1930 року частина району відійшла до складу Щучинського району, а звідти до складу Енбекшильдерського району передана інша частина. Район перейшов у пряме підпорядкування республіці. 22 травня 1931 року центр району перенесено до селища Казгородок.
10 березня 1932 року район увійшов до складу новоствореної Карагандинської області, 29 липня 1936 року — до складу новоствореної Північноказахстанської області.
14 жовтня 1939 року район увійшов до складу новоствореної Акмолинської області.
15 березня 1944 року район увійшов до складу новоствореної Кокчетавської області.
З 1997 року район називався Єнбекшильдерським. 2 травня 1997 року до складу району увійшли Аксуський, Валіхановський та Єнбекшильдерський сільські округи ліквідованого Валіхановського району. 3 травня 1997 року район передано до складу Північноказахстанської області.
8 квітня 1999 року район передано до складу Акмолинської області.
2017 року район був перейменований на честь казахського композитора Біржан-сала Кожагул-ули.

## Склад
До складу району входять 1 міська та 5 сільських адміністрацій, 9 сільських округів:
| Поселення                             | Площа, км² | Населення, осіб (1989) | Населення, осіб (1999) | Населення, осіб (2009) | Населення, осіб (2021) | Центр            | Населені пункти |
| ------------------------------------- | ---------- | ---------------------- | ---------------------- | ---------------------- | ---------------------- | ---------------- | --------------- |
| Степняцька міська адміністрація       | -          | 7472                   | 5329                   | 4413                   | 4304                   | Степняк          | 2               |
| Аксуська сільська адміністрація       | -          | 1090                   | 613                    | 386                    | 139                    | Аксу             | 1               |
| Заозерна сільська адміністрація       | -          | -                      | 1896                   | 436                    | 267                    | Заозерне         | 1               |
| Кенащинська сільська адміністрація    | -          | 1060                   | 674                    | 386                    | 302                    | Кенаши           | 1               |
| Краснофлотська сільська адміністрація | -          | 3311                   | 1028                   | 389                    | 210                    | Краснофлотське   | 1               |
| Мамайська сільська адміністрація      | -          | 913                    | 605                    | 342                    | 248                    | Мамай            | 1               |
| Ангалбатирський сільський округ       | -          | 1876                   | 1117                   | 933                    | 566                    | Ангал-батира     | 2               |
| Баймирзинський сільський округ        | -          | 1461                   | 856                    | 698                    | 417                    | Баймирза         | 2               |
| Бірсуатський сільський округ          | -          | 2224                   | 1415                   | 868                    | 644                    | Бірсуат          | 2               |
| Валіхановський сільський округ        | -          | 5050                   | 1891                   | 491                    | 359                    | Валіханово       | 3               |
| Донський сільський округ              | -          | 2344                   | 1760                   | 1431                   | 1166                   | Андикожа-батира  | 2               |
| Єнбекшильдерський сільський округ     | -          | 2692                   | 1419                   | 1153                   | 728                    | Єнбекшильдерське | 3               |
| Зауральський сільський округ          | -          | 1685                   | 1375                   | 988                    | 724                    | Заураловка       | 3               |
| Макинський сільський округ            | -          | 3833                   | 3431                   | 3141                   | 2163                   | Макинка          | 6               |
| Ульгинський сільський округ           | -          | 3065                   | 2190                   | 1875                   | 1376                   | Ульгі            | 6               |

## Найбільші населені пункти
Населені пункти з чисельністю населення понад 1000 осіб:
| № | Населений пункт | Населення, осіб (1989) | Населення, осіб (1999) | Населення, осіб (2009) | Населення, осіб (2021) |
| - | --------------- | ---------------------- | ---------------------- | ---------------------- | ---------------------- |
| 1 | Степняк         | 7 149                  | 5 068                  | 4 268                  | 4 212                  |
| 2 | Макинка         | 2 413                  | 1 900                  | 2 013                  | 1 233                  |